# Ali Squalli Houssaini
Ali Squalli Houssaini (Fez, 1932 - Rabat, 5 de diciembre de 2018) fue un autor y poeta marroquí, cobrando notoriedad como el escritor del himno nacional de Marruecos bajo Hassan II. Squalli ejerció como profesor universitario en la Universidad de Qarawiyyin, su alma mater. Squalli escribió varios libros, principalmente cuentos infantiles.

## Publicaciones
- Ṣaqallī, ʻAlī (1989). الأميرة زينب: رواية شعرية في ثلاثة فصول (en árabe). ʻA. al-Ṣiqillī. Consultado el 8 de diciembre de 2022.
- Ṣaqallī, ʻAlī (1988). Abṭāl al-ḥijārah: riwāyah shiʻrīyah fī faṣl wāḥid wa-aḥad ʻashar mashhadan (en árabe). Maṭbaʻat al-Najāḥ al-Jadīdah. Consultado el 8 de diciembre de 2022.
- Ṣaqallī, ʻAlī.; ابن بطوطة.; Maṭbaʻat Dār al-Manāhil); مطبعة دار المناهل) (1997). Risālatī : malḥamah shiʻrīyah ʻalá lisān Ibn Baṭūṭah taquṣṣu qiṣṣat riḥlatih. [publisher not identified]. ISBN 9981-832-19-7. OCLC 40129746. Consultado el 8 de diciembre de 2022.
- القريني, سامي (1 de octubre de 2017). المنسيون؛ مسرحية شعرية في ثلاثة فصول (en arabic). الدار العربية للعلوم ناشرون.
- القريني, سامي (1 de octubre de 2017). شواطىء الكريستال (en arabic).